# Mistrzostwa Wspólnoty Narodów w Zapasach 1993
V Mistrzostwa wspólnoty narodów w zapasach w rozgrywane były w kanadyjskim mieście Victoria, w dniach 13–14 sierpnia 1993.

## Tabela medalowa
Gospodarz zawodów został zaznaczony kolorem.
| Poz.    | Państwo       |    |    |    | Łącznie |
| 1       | Kanada        | 7  | 2  | 6  | 15      |
| 2       | Australia     | 3  | 3  | 1  | 7       |
| 3       | Indie         | 2  | 1  | 4  | 7       |
| 4       | Nigeria       | 1  | 1  | 1  | 3       |
| 5       | Anglia        | 1  | 1  | 0  | 2       |
| 6       | Pakistan      | 0  | 3  | 1  | 4       |
| 7       | Nowa Zelandia | 0  | 2  | 0  | 2       |
| 8       | Szkocja       | 0  | 1  | 0  | 1       |
| 9       | Cypr          | 0  | 0  | 1  | 1       |
| Łącznie | Łącznie       | 14 | 14 | 14 | 42      |

## Rezultaty

### Mężczyźni

#### Styl wolny
| Konkurencja         | Złoto              | Srebro                | Brąz               |
| Kategoria do 48 kg  | Rajesh Kumar       | Rob Wellwood          | Isaac Jacob        |
| Kategoria do 52 kg  | Selwyn Tam         | Shane Stannett        | Anil Kumar         |
| Kategoria do 57 kg  | Ashok Kumar Garg   | Ahmed Naseer          | Norman Spence      |
| Kategoria do 62 kg  | Paul Hughes        | Muhammad Umar         | Arut Parsekian     |
| Kategoria do 68 kg  | Craig Roberts      | Ibo Oziti             | Sucha Singh        |
| Kategoria do 74 kg  | Cory Kwak          | Shane Rigby           | Reinold Ozoline    |
| Kategoria do 82 kg  | Gary Holmes        | Cris Brown            | Bashir Bhola Bhala |
| Kategoria do 90 kg  | Alf Wurr           | Graeme English        | Sanjay Kumar       |
| Kategoria do 100 kg | Christian Iloanusi | Kehar Singh           | Gregory Edgelow    |
| Kategoria do 130 kg | Jeff Thue          | Abdul Majeed Maruwala | Jagdish Singh      |

### Kobiety

#### Styl wolny
| Konkurencja        | Złoto          | Srebro        | Brąz           |
| Kategoria do 50 kg | Lila Ristevska | Jody Maher    | Carol Lapointe |
| Kategoria do 53 kg | Jackie Brydon  | Angela Lacy   | Erica Jo Sharp |
| Kategoria do 57 kg | Tara Williams  | Rubina Hill   | Spring Johnson |
| Kategoria do 65 kg | Celia Derham   | Nina Ginsberg | Lee Syrja      |